# Eduard Fleissner von Wostrowitz
Eduard, baron von Fleissner (Fleißner) von Wostrowitz, né le 25 janvier 1825 à Lemberg et mort le 29 avril 1888 à Vienne, est un officier et cryptographe autrichien.

## Biographie
Fils d'un capitaine autrichien, il commence sa carrière militaire dans la cavalerie et devient commandant de l'école des officiers de Ödenburg (Sopron) en 1871. 
Colonel (1872), il invente un système de messages codés en perfectionnant la grille de Jérôme Cardan,. Cette invention (grille tournante) est utilisée dans le roman de Jules Verne Mathias Sandorf où il est mentionné dans le chapitre II de la première partie.

## Publication
- Handbuch der Kryptographe, 1881